# Michael Sarrazin
Michael Sarrazin (Québec, 1940. május 22. – Montréal, 2011. április 17.) kanadai színművész. Legismertebb filmje A lovakat lelövik, ugye? volt, melynek férfi főszereplője volt. Közreműködött a Viadukt című, 1982-ben forgatott és a biatorbágyi vasúti viadukt felrobbantásával elkövetett merénylet történetét feldolgozó, magyar-amerikai-NSZK koprodukcióban készült filmben is, ahol a robbantót, Matuska Szilvesztert alakította.

## Élete
Jacques Michel André Sarrazin néven született Québecben, és még gyerek volt, amikor családja Montréalba költözött. A színjátszással diákszíntársulatokban kezdett ismerkedni, 17 évesen lépett először színpadra profi színészként. Kezdetben torontói televíziós produkciókban dolgozott, majd a Universal Studios ajánlott neki szerződést, ami alapján több tv-sorozatban és tv-filmben kapott szerepeket 1965-1968 között. Közben, 1967-ben a 20th Century Fox egy ízben kölcsönkérte őt, az Elég gazember (The Flim-Flam Man) című film főszerepére, 1968-ban pedig A kellemes utazás (The Sweet Ride) című filmre, ahol a szerepe szerinti partnerével, Jacqueline Bisset-vel a magánéletben is társakká váltak. 1969-ben főleg a Universal által gyártott thrillerekben kapott szerepeket.
Az igazi ismertséget A lovakat lelövik, ugye? című film férfi főszerepe hozta el a számára. Sydney Pollack 1969-ben forgatott filmje, melynek fókuszában az Amerikában leginkább az 1920-as években elterjedt, s az ókori gladiátorjátékokhoz hasonló embertelenségű táncmaraton-versenyek szokása állt, kilenc Oscar-jelölést kapott, és Sarrazin olyan színészekkel együtt játszott benne, mint Jane Fonda, Susannah York, Gig Young, Red Buttons és Bruce Dern. (Ugyanabban az évben őt szemelték ki az Éjféli cowboy alkotói annak a filmnek a főszerepére is, de egy korábbi szerződése miatt azt nem tudta elvállalni, így esett a készítők választása Jon Voightra.) A következő években forgatott együtt Paul Newmannel és Barbra Streisanddal is, de ezekkel a filmjeivel nem tudta felülmúlni korábbi sikereit.

## Magánélete
Egy korai, házasság nélküli kapcsolatából két gyermeke született, majd 1967-től 1974-ig, hét éven át élt együtt egyik filmbeli színész partnerével, Jacqueline Bisset vel.
Montréáli otthonában halt meg daganatos betegségben, 2011. április 17-én. A családja sajtótitkárának állítása szerint mindkét nővére, Catherine és Michele is mellette volt a halálakor.

## Filmográfia
- You're No Good (1965, NFB) - Eddie
- The Doomsday Flight (1966) - Army corporal
- Gunfight in Abilene (1967) - Cord Decker
- The Flim-Flam Man (1967) - Curley
- A Man Called Gannon (1968) - Jess Washburn
- Journey to Shiloh (1968) - Miller Nalls
- The Sweet Ride (1968) - Denny McGuire
- Eye of the Cat (1969) - Wylie
- In Search of Gregory (1969) - Gregory Mulvey
- A lovakat lelövik, ugye? (1969) - Robert
- Sometimes a Great Notion (1971) - Leeland Stamper
- The Pursuit of Happiness (1971) - William Popper
- Believe in Me (1971) - Remy
- The Life and Times of Judge Roy Bean (1972)
- The Groundstar Conspiracy (1972) - John David Welles / Peter Bellamy
- Harry in Your Pocket (1973) - Ray Haulihan
- Frankenstein: The True Story (1973, tv-film) - The Creature
- For Pete's Sake (1974) - Pete Robbins
- The Reincarnation of Peter Proud (1975) - Peter Proud
- The Loves and Times of Scaramouche (1976) - Scaramouche
- The Gumball Rally (1976) - Michael Bannon - Cobra Team
- Caravans (1978) - Mark Miller
- Deadly Companion (1980) - Michael Taylor
- Beulah Land (1980, tv-minisorozat) - Casey Troy
- The Seduction (1982) - Brandon
- Fighting Back (1982) - Vince Morelli
- Viadukt (1983) - Matuska Szilveszter
- Joshua Then and Now (1985) - Kevin Hornby
- Murder She Wrote (1985, tv-sorozat) - David Marsh
- Keeping Track (1986) - Daniel Hawkins
- Mascara (1987) - Bert Sanders
- Captive Hearts (1987) - Sergeant McManus
- Malarek (1988) - Moorcraft
- Passion and Paradise (1989) - Mike Vincent
- The Ray Bradbury Theater (1989, tv-sorozat) - John Colt
- Murder She Wrote (1991, tv-sorozat) - Jacob Beiler
- The Ray Bradbury Theater (1992, tv-sorozat) - Peter Horne
- La Florida (1993) - Romeo Laflamme
- Bullet to Beijing (1995) - Craig
- Midnight in Saint Petersburg (1995) - Craig
- Star Trek: Deep Space Nine (1996, tv-sorozat) - Trevean
- The Peacekeeper (1997) - Douglas Murphy
- Crackerjack 2 (1997) - Smith
- Earthquake in New York (1998) - Dr. Robert Trask
- The Second Arrival (1998) - Prof. Nelson Zarcoff
- A Nero Wolfe Mystery (2002, tv-sorozat) - Thomas Yeager
- Feardotcom (2002) - Frank Bryant
- The Christmas Choir (2008) - Ír katolikus pap
- On the Road (2012) - Ír katolikus pap

## Díjak és jelölések
| Év   | Díj          | Kategória                                                                       | Film                                               | Eredmény    |
| ---- | ------------ | ------------------------------------------------------------------------------- | -------------------------------------------------- | ----------- |
| 1968 | Laurel-díj   | Male New Face                                                                   |                                                    | 4. helyezés |
| 1969 | Golden Globe | New Star of the Year – színész                                                  | A kellemes utazás                                  | Jelölve     |
| 1971 | BAFTA-díj    | Most Promising Newcomer to Leading Film Roles                                   | A lovakat lelövik, ugye?                           | Jelölve     |
| 1999 | Gemini-díj   | Best Performance by an Actor in a Featured Supporting Role in a Dramatic Series | The City (for episode #1.12: "Deranged Marriages") | Jelölve     |

## Fordítás
Ez a szócikk részben vagy egészben  a   Michael Sarrazin című angol Wikipédia-szócikk fordításán alapul.  Az eredeti cikk szerkesztőit annak laptörténete sorolja fel. Ez a jelzés csupán a megfogalmazás eredetét és a szerzői jogokat jelzi, nem szolgál a cikkben szereplő információk forrásmegjelöléseként.